# Nationaal Park De Hoge Veluwe

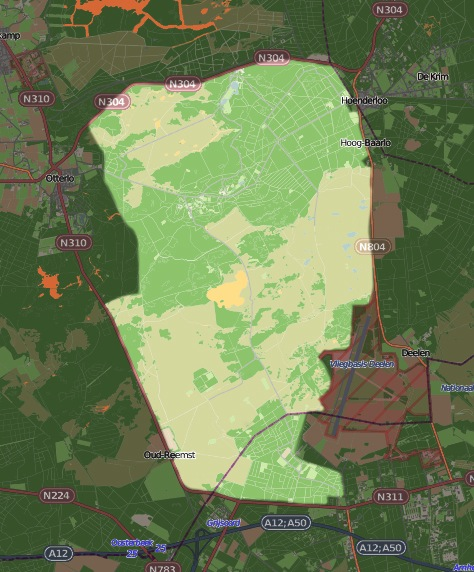
Kaart van het nationaal park

het Nationaal park De Hoge Veluwe is een natuurpark in particulier bezit in de Nederlandse provincie Gelderland, gesticht in 1935. Het is circa 5400 hectare groot. Op de Hoge Veluwe bevinden zich het befaamde Kröller-Müller Museum, met veel werk van Vincent van Gogh en Jachthuis Sint-Hubertus dat door Hein Berlage is ontworpen. De Hoge Veluwe is het enige nationale park in Nederland waar bezoekers een entreebewijs dienen aan te schaffen.

## Ligging en karakteristiek
Het park ligt grotendeels op het grondgebied van de gemeente Ede en voor een klein deel in de gemeente Arnhem. Het park beslaat ongeveer vijf procent van de Veluwe. Het maakt deel uit van het grootste laaglandnatuurterrein in Noordwest-Europa en bestaat uit naaldbos, loofbos, heide, zandverstuivingen en landbouwgronden. 
Daarnaast is in het park ruimte ingeruimd voor bijzondere cultuurhistorische elementen, bijzondere architectuur zoals het door Berlage ontworpen jachthuis, en beeldende kunst in en rondom het Kröller-Müller Museum. Op enkele plaatsen in het park zijn stallingen met Witte Fietsen die gratis kunnen worden gebruikt. Een andere bijzonderheid is dat het park zonder veel overheidssubsidie geëxploiteerd wordt; het is het enige nationale park in Nederland waar de verkoop van entreekaarten een belangrijke inkomstenbron vormt.

## Ontstaan
Het natuurgebied is gelegen op de zandgronden van de Veluwe en is grotendeels gevormd door water, ijs en wind. De stuwwallen zijn ontstaan in de voorlaatste ijstijd, het Saalien, tussen 200.000 en 105.000 jaar geleden. De dekzandruggen en smeltwaterdalen dateren uit de laatste ijstijd, het Weichselien, tussen 70.000 en 10.000 jaar geleden. In de Middeleeuwen ontstonden in het dekzand onder menselijke invloed grote stuifzandcomplexen, die aan het eind van de 19e eeuw door bebossing weer grotendeels werden vastgelegd. Het gebied is eeuwenlang in beheer geweest voor bosbouw en landbouw en omvatte enkele kleine nederzettingen. Aan het begin van de 20e eeuw bestond het gebied uit zandverstuivingen, heide en verschillende typen bos met grove den, vliegden en verschillende loofbomen. Een van de bewaarde kleine nederzettingen is Oud Reemst.

### Stichters van het park
Het gebied dat nu De Hoge Veluwe vormt, dankt zijn status aan het echtpaar Anton Kröller en Helene Kröller-Müller. Zij kochten tussen 1909 en 1921 verschillende landerijen aan met als belangrijkste functie het bieden van een privéjachtterrein. Voor de jacht werden onder andere moeflons, wilde zwijnen en edelherten uitgezet en zelfs enige tijd kangoeroes. Ook de bosexploitatie werd voortgezet. Toen het echtpaar begin jaren dertig in financiële problemen raakte, werd een poging gedaan het landgoed te verkopen aan Natuurmonumenten. Dit mislukte, waarna het Rijk de benodigde 810.000 gulden vrijmaakte uit een fonds dat zij beheerde, een en ander buiten de Tweede Kamer om. Dit geld kwam in beheer bij een stichting die het park in 1935 van N.V. Wm. H. Müller & Co kocht. Deze stichting is nog steeds eigenaar. Destijds had De Hoge Veluwe een oppervlakte van circa 6.800 hectare. Als tegenprestatie voor de donatie kreeg het Rijk de kunstcollectie van mevrouw Kröller-Müller in eigendom, op voorwaarde dat een nieuw museum in het park werd gebouwd.
Tijdens de Tweede Wereldoorlog werd het park verkleind doordat uitgestrekte gebieden onder militair beheer werden gesteld. Een deel daarvan maakt nu deel uit van het Infanterie Schietkamp de Harskamp, gesticht in 1899, een ander deel is nu onderdeel van de Vliegbasis Deelen.

## Landschap en natuur
Oorspronkelijk was Park De Hoge Veluwe een bebost gebied, maar door menselijk toedoen (houtkap en begrazing) zijn heide en stuifzanden ontstaan. Later zijn weer bossen aangeplant, maar toen de stuifzanden dreigden te verdwijnen is midden in het park een gebied ontbost, De Pollen, om alle soorten natuur die ooit in dit gebied geweest zijn te behouden. Heide is vooral ten zuiden en oosten hiervan en bos vooral ten noorden, waar ook het bezoekerscentrum is.
In het oosten van het park ligt het Deelense Veld, een heideveld, met daarin een aantal vennen, waaronder het Deelense Was en de Gietense Flessen. Deze vennen zijn ontstaan doordat zich op het zand een ondoordringbare laag heeft gevormd, waarin het regenwater niet wegzakt. De naam Deelense Was wijst erop dat de schaapherders vroeger hun schapen in dit ven gingen wassen. In en rond het ven, dat dus alleen regenwater bevat, groeien in Nederland bijzondere planten, zoals veenpluis, knolrus en veenmos.
Ten zuidwesten hiervan ligt het Deelense Zand, een uitgestrekte, deels met vliegdennen dichtgegroeide zandverstuiving, en ten westen daarvan, midden in het park, De Pollen.
Een ander heideveld is het Oud Reemster Veld in het zuiden, dat naar het noorden overgaat in het uitgestrekte, met vliegdennen vrijwel dichtgegroeide Oud Reemster Zand.
In het noordwesten is het met veelal rendiermos begroeide Otterlose Zand, waar een standbeeld van generaal Christiaan de Wet is geplaatst.

### Beheer natuur
Het beheer van De Hoge Veluwe onderscheidt zich in verschillende opzichten van dat van andere natuurgebieden. Een van de redenen is dat de stichting die het park beheert zich altijd verzette tegen overheidssubsidie, al werd het park in 1935 met steun van het Rijk aangekocht. Daardoor moesten er op andere manieren inkomsten gegenereerd worden, bijvoorbeeld uit houtteelt, maar in toenemende mate uit entreegelden van de bezoekers. Het is daarmee het enige natuurterrein van de Veluwe waarvoor bezoekers moeten betalen. Het was noodzakelijk het gebied te omgeven met hoge hekken, waarin drie doorgangen met kassa's zijn. Het hek garandeerde ook dat dieren als moeflons en edelherten binnen het park bleven en de bezoekers in aanraking konden komen met wild. Naast regelmatig regulier onderhoud in het bos en de open landschappen, treft het Park ook maatregelen voor de biodiversiteit door het functioneren van ecosystemen te herstellen. Dat gebeurt onder meer door de waterhuishouding aan te passen en door het toevoegen van steenmeel ter verbetering van de bodem. Het nationaal park won in 2017 de Belleuropa Award, een Europese prijs voor het wildpark met de beste beheerde biodiversiteit.
Rastering
Het park beslaat binnen de rasters ongeveer 50 km². Dat is ongeveer vijf procent van de Veluwe, dat op zijn beurt met een oppervlakte van 1000 km² verreweg het grootste aaneengesloten natuurterrein van Nederland is. De hekken rond De Hoge Veluwe zijn de laatste decennia omstreden omdat ze de eenheid van de Veluwe als geheel verstoren, mede door de centrale ligging van De Hoge Veluwe. In 2013 zijn rasterverlagingen gerealiseerd aan de oost- en de westzijde van De Hoge Veluwe waar edelherten en reeën overheen kunnen springen. Het project Hart van de Veluwe voorziet, naast rasterverlagingen, verder in een ecoduct over de drukke weg Otterlo-Schaarsbergen, langs de westzijde van het park. Voor het eerst sinds 1932 is er hierdoor weer wildmigratie mogelijk tussen De Hoge Veluwe en het deel van de Veluwe in de driehoek Ede-Otterlo-Oosterbeek. Met het ecoduct is in 2011 een begin gemaakt en de rasterverlaging tussen De Hoge Veluwe en het Deelerwoud is aangelegd, iets ten noorden van Deelen. In 2013 zijn de in- en uitsprongen bij deze wildpassages geopend.
Bos, heide en stuifzand
Het beheer van het landschap is gericht op handhaving van de bestaande situatie en in enkele gevallen op herstel van eerdere situaties. De exploitatie van het bos is de laatste decennia economisch niet meer een hoofdzaak. Wel wil men de cultuurbossen in standhouden en een deel van het economisch beheer handhaven. Er wordt de laatste decennia geëxperimenteerd met een meer natuurlijk bosbeheer, gericht op meer variatie in leeftijd en samenstelling. Het gaat hier op een veel kleinere schaal dan in gebieden van Natuurmonumenten en Staatsbosbeheer.
Ondanks de grote inspanningen die ermee gemoeid zijn, wordt door het park veel belang gehecht aan handhaving van de heide en de stuifzanden. Op verschillende manieren wordt geprobeerd de heide en de zanden open te houden omdat deze landschappen als typisch voor de Veluwe en het park worden gezien.
Flora en fauna
De Hoge Veluwe dankt zijn faunafaam van oudsher aan de relatief grote zoogdieren, in het bijzonder edelherten, everzwijnen, reeën en moeflons. Het park herbergt echter ook bijzondere vogelsoorten en insecten.
Het beheer van flora en fauna is vooral gericht op behoud van de huidige situatie en in een enkel geval op verbetering van de leefsituatie van sommige soorten. Zo is gewerkt aan de terugkeer van het korhoen. Terwijl in veel natuurgebieden geprobeerd wordt exoten (dier- en plantensoorten die uit andere regio's zijn gekomen met behulp van menselijk handelen) te bestrijden, zijn exoten in het park welkom. De belangrijkste exoot is wellicht de Corsicaanse moeflon, maar er zijn ook Amerikaanse eiken en verscheidene naaldboomsoorten die gekoesterd worden.
Hoe welkom de exoten ook zijn, sommige worden wel bejaagd. In het park vindt jacht plaats om de populaties van alle grote zoogdieren te reguleren, ook die van de moeflons. Deze jacht is niet onomstreden. De directie is er zeer op gebrand deze dieren te handhaven maar te grote aantallen zijn onwenselijk, onder meer met het oog op schade aan de vegetatie. Hierdoor is jacht noodzakelijk. Drijfjachten vinden niet meer plaats maar jacht wordt wel als een onlosmakelijk onderdeel van de identiteit van het park gezien.
Heidebrand 2014
Op 20 april 2014 brandde in het park een gebied van 300 à 350 hectare met gras, heide en struiken af. De brand was 's morgens rond 8.00 uur ontstaan en breidde zich door harde wind snel uit. Tijdens de brand werden het park en het museum ontruimd. De brandweer sprak van de grootste natuurbrand in Gelderland sinds 1976.

## Cultuur en Kunst

### Kröller-Müller Museum
De kunstcollectie van het echtpaar Kröller-Müller vormde de basis voor het in het park gelegen Kröller-Müller Museum. Het is in opdracht van de Kröllers ontworpen door de Belgische architect Henry Van de Velde. Het museum bevat schilderijen en tekeningen van Vincent van Gogh en schilderijen van onder anderen Claude Monet, Georges Seurat, Pablo Picasso, Fernand Leger en Piet Mondriaan.
Beeldenpark Kröller-Müller
Het Beeldenpark van het Kröller-Müller Museum is een van de grootste van Europa en bevat werken van onder andere Auguste Rodin, Henry Moore, Richard Serra en Claes Oldenburg.

### Architectuur
Het park omvat een aantal rijksmonumenten. Naast het Kröller-Müller Museum ontworpen door de Belgische architect Henry Van de Velde, is het Jachthuis Sint-Hubertus het belangrijkste rijksmonument. Het is door architect Berlage in 1914 als woonhuis ontworpen en in 1919 opgeleverd. Ten zuiden van het Kröller-Müller Museum bevinden zich de restanten van het Grote Museum dat net als het huidige museum door Van de Velde is ontworpen maar vanwege geldgebrek nooit afgebouwd is. 

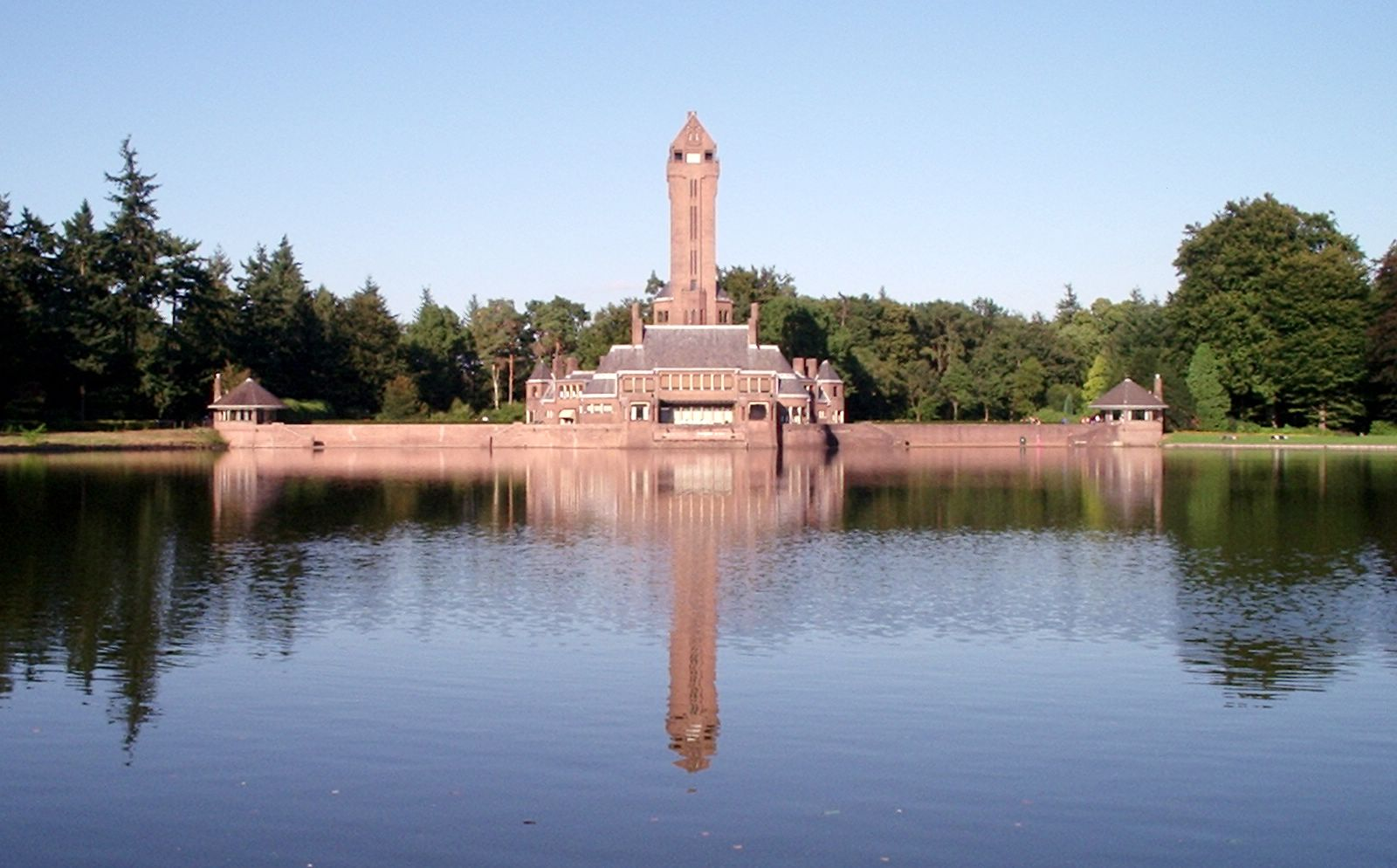
Jachthuis Sint-Hubertus
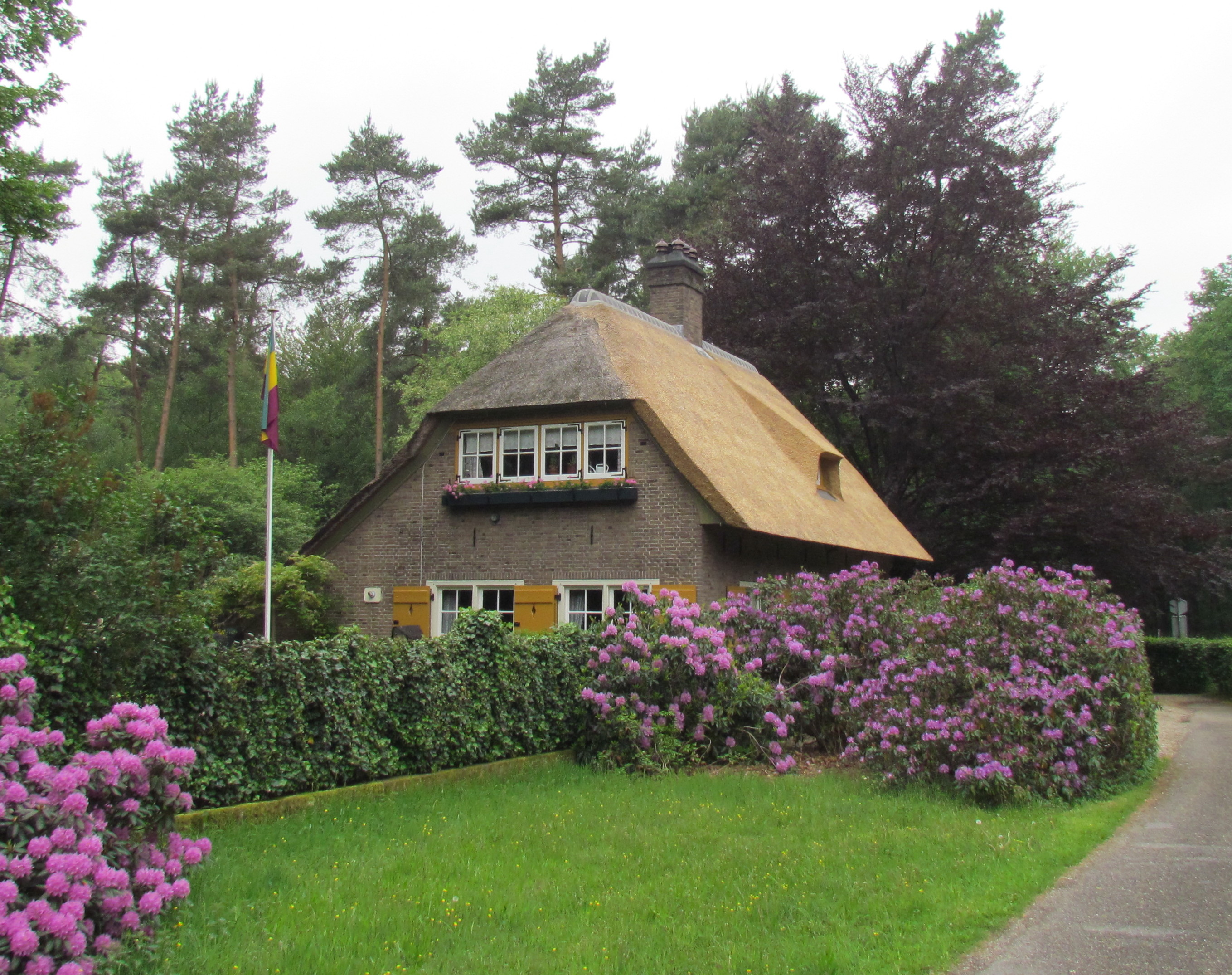
Dienstwoning Harskampweg
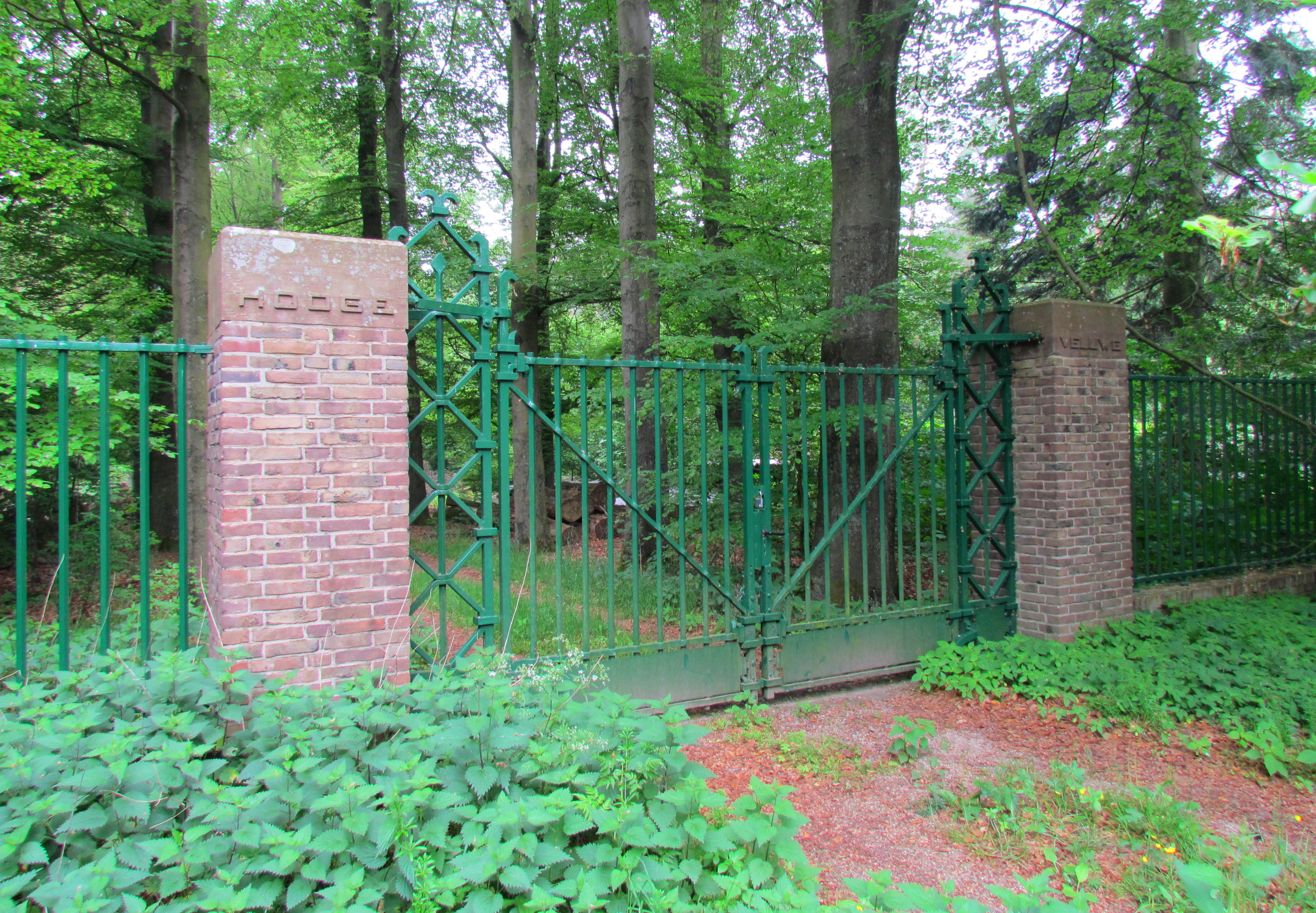
Toegangshek Harskampweg
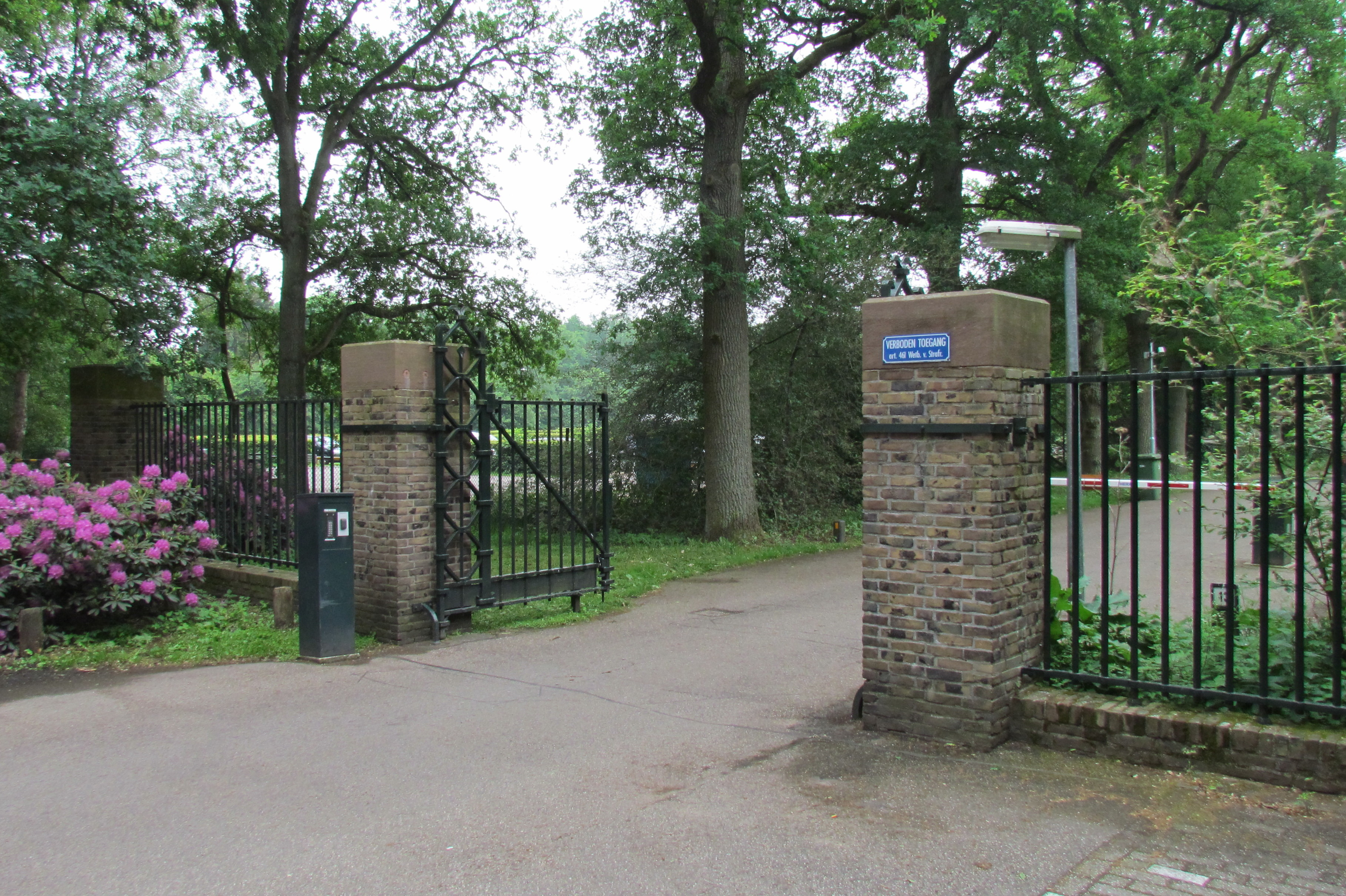
Toegangshek Houtkampweg

### Spoorlijn
In het zuiden van het nationaal park bevinden zich de baanlichamen van de voormalige spoorlijn van Wolfheze naar Vliegveld Deelen.

## Recreatie en educatie

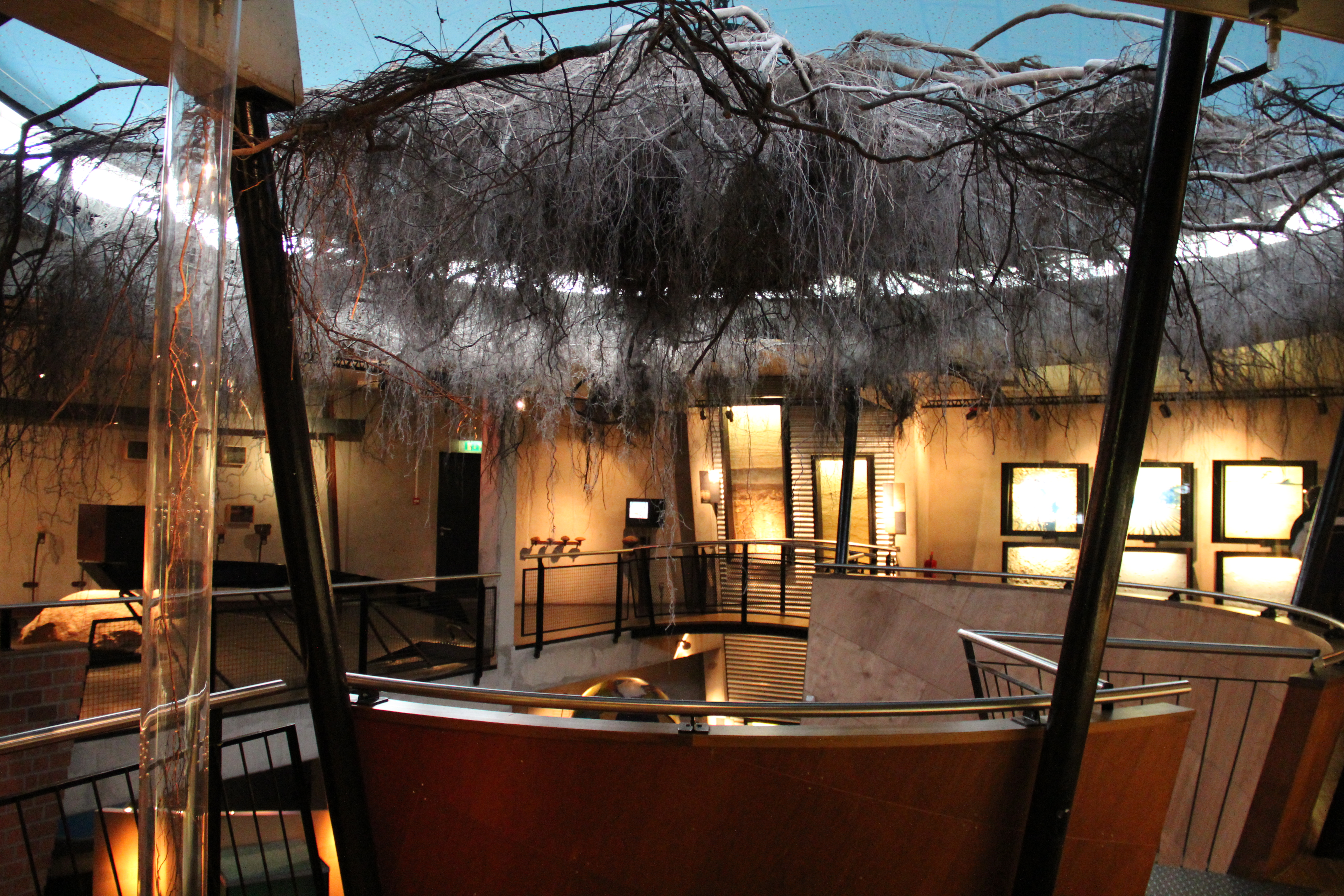
De wortels van een 135 jaar oude boom bewaard in het Museonder

Omdat bezoekers wezenlijk zijn voor het voortbestaan van het park, krijgen recreatie en educatie veel aandacht. Jaarlijks bezoeken ongeveer 600.000 mensen het park. De belangrijkste publiekstrekker is het Kröller-Müller Museum. In natuurmuseum Museonder in het centrum van het park is het bezoekerscentrum gevestigd en daar begint ook een natuureducatiepad. In Jachthuis Sint-Hubertus worden bijna dagelijks rondleidingen gehouden.

### Voorzieningen
Hoewel het park (beperkt) toegankelijk is voor auto's en openbaar vervoer, is de fiets er hét vervoermiddel. Bijzonder is dat op verschillende plaatsen in het park depots zijn voor zogenaamde witte fietsen. Deze fietsen kunnen gratis worden gebruikt, maar mogen niet op slot worden gezet en mogen het park niet verlaten. Voor wie liever een fiets heeft die wel op slot kan, zijn bij het bezoekerscentrum blauwe fietsen te huur met slot. Ook kan men de eigen fiets meenemen naar het park. Daarnaast zijn er veel wandelpaden, waar men sinds 1 januari 2016 met de invoering van het struinverbod niet meer vanaf mag wijken.
Ongeveer een derde van het park is niet toegankelijk voor het publiek, om het wild en andere dieren rust te gunnen. In die gebieden zijn wel wildobservatieposten.
Naast de musea, zijn er allerlei voorzieningen en activiteiten in het park, zoals wildsafari's en kinderspeurtochten. Een autobusparkeerplaats nabij het Bezoekerscentrum en Parkrestaurant en een grote kinderspeelplaats bieden faciliteiten voor school- en andere groepsreizen.

## Eigen positie en beleid
Binnen de Nederlandse natuurgebieden en nationale parken neemt De Hoge Veluwe een bijzondere positie in. Door de geschiedenis van het park, waarin welgestelde particulieren met een voorliefde voor kunst, cultuur en jacht, en een afkeer van overheidsbemoeienis, een belangrijke rol speelden, is het financieel en ecologisch beheer anders dan van verwante organisaties. Zo werd in 2022 een groot gebied met hekken afgezet om de wolf te weren en de kudde exotische moeflons te beschermen, die in 1921 voor de jacht naar de Veluwe waren gehaald.
De wens zo veel mogelijk zelfbedruipend te zijn leidt tot een beheer waarbij het accent meer op landschapsschoon, enkele grote zoogdieren en cultuurhistorie ligt dan bij de meeste andere natuurterreinbeherende organisaties. Bovendien ontwikkelt het park, afgezien van de entreegelden, commerciële activiteiten. Een opvallende keus was in 2022 om de natuurcamping te sluiten met het doel om op die plek een hotel met parkeerplaats te bouwen. Directeur Seger baron van Voorst tot Voorst weigerde zelfs een petitie met handtekeningen tegen dit besluit in ontvangst te nemen.

## KLM
- De KLM vernoemde in februari 2008 een van zijn eerste Boeing 777-300ER-toestellen naar het park. Het toestel met registratienummer PH-BVA kreeg als naam 'Nationaal Park De Hoge Veluwe'.[9]